# Tetragnatha yongquiang
Tetragnatha yongquiang là một loài nhện trong họ Tetragnathidae.
Loài này thuộc chi Tetragnatha. Tetragnatha yongquiang được miêu tả năm 2003 bởi Zhu, Song & Zhang.